# Bligny (Aube)
Bligny è un comune francese di 202 abitanti situato nel dipartimento dell'Aube, nella regione del Grand Est.

## Società

### Evoluzione demografica
Abitanti censiti